# Underwood Typewriter Company

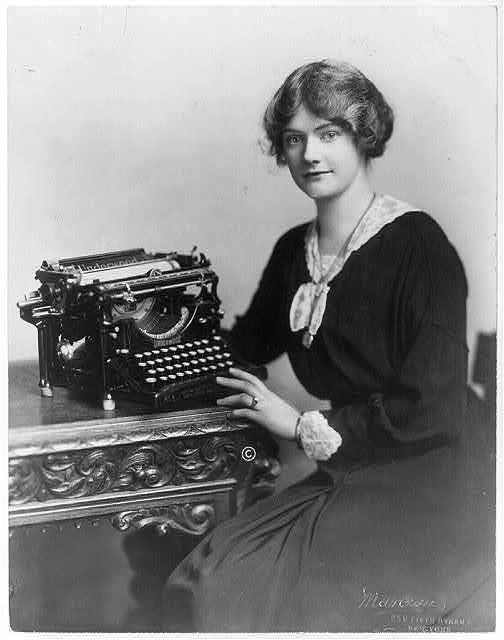
Modelo de uma Underwood Typewriter em 1918

Underwood Typewriter Company foi uma indústria norte-americana fabricante de máquina de escrever com sede na cidade de Nova York.
Foi a primeira empresa americana, deste setor, com sucessos de vendas entre seus modelos e a empresa que construiu a maior máquina de escrever do mundo. Esta máquinas foi construída na década de 1930 para uma campanha publicitária e ficou expostas, por anos, no Pier Garden, em Atlantic City, porém, ela foi derretida para fornecer metal para a fabricação de armas para a Segunda Guerra Mundial.

## História

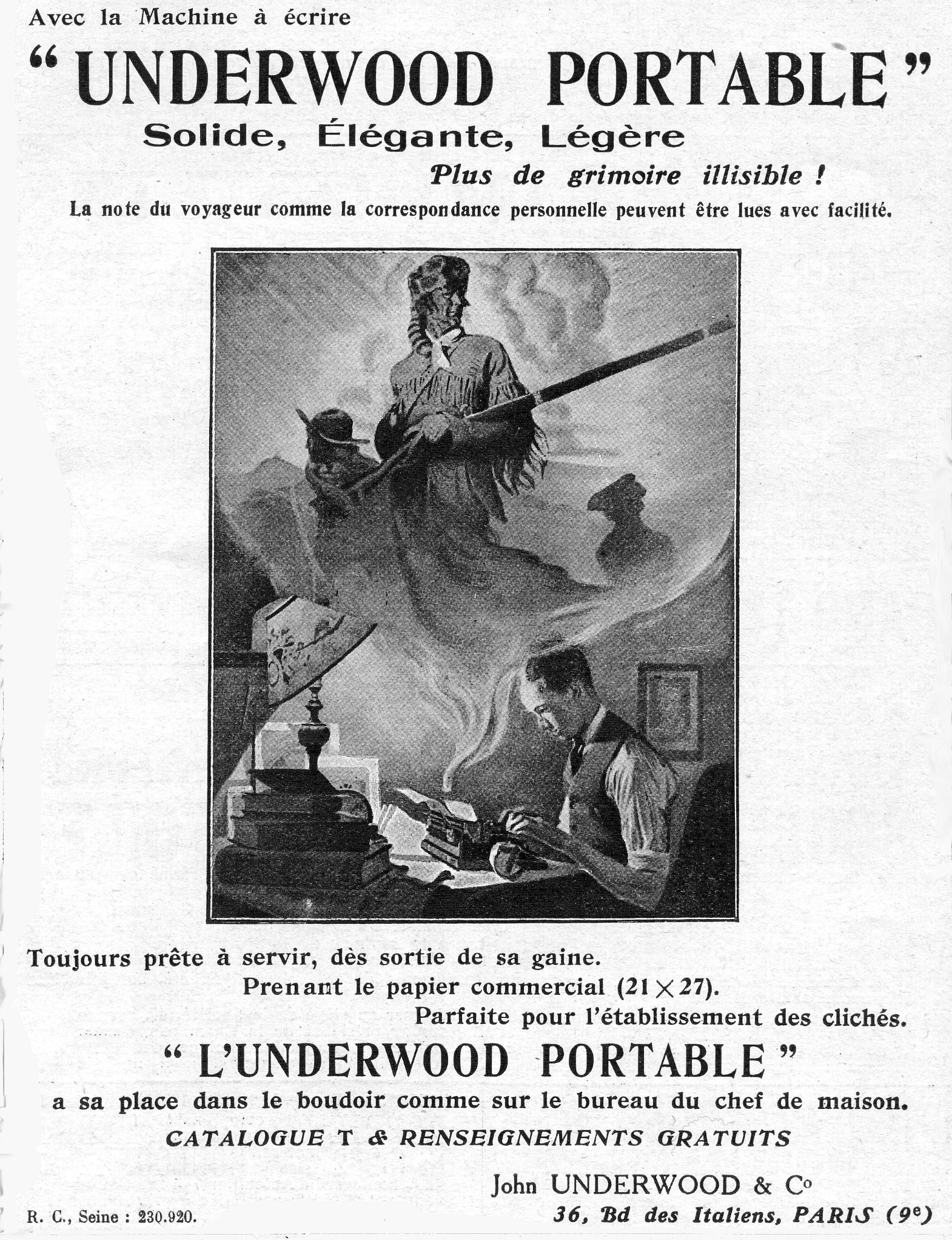
Folheto francês da Underwood Typewriter da década de 1920

Desde a década de 1870, a família Underwood produzia acessórios para máquinas de escrever, como fitas e papel carbono. Quando a empresa Remington Typewriter Company começou a fabricar fitas para máquinas de escrever, os Underwoods decidiram abrir uma concorrente da Remington.
Franz Xaver Wagner, um inventor alemão (residindo nos EUA) que já possuía a empresa Wagner Typewriter Co. com um projeto idealizado de uma máquina, porém, não tinha recursos financeiros para a produção em série, ofereceu o projeto para John Thomas Underwood, o mesmo interessou-se de imediato, comprando o projeto e a empresa de Wagner e assim, fundou em 1895, a empresa Underwood Typewriter Company.

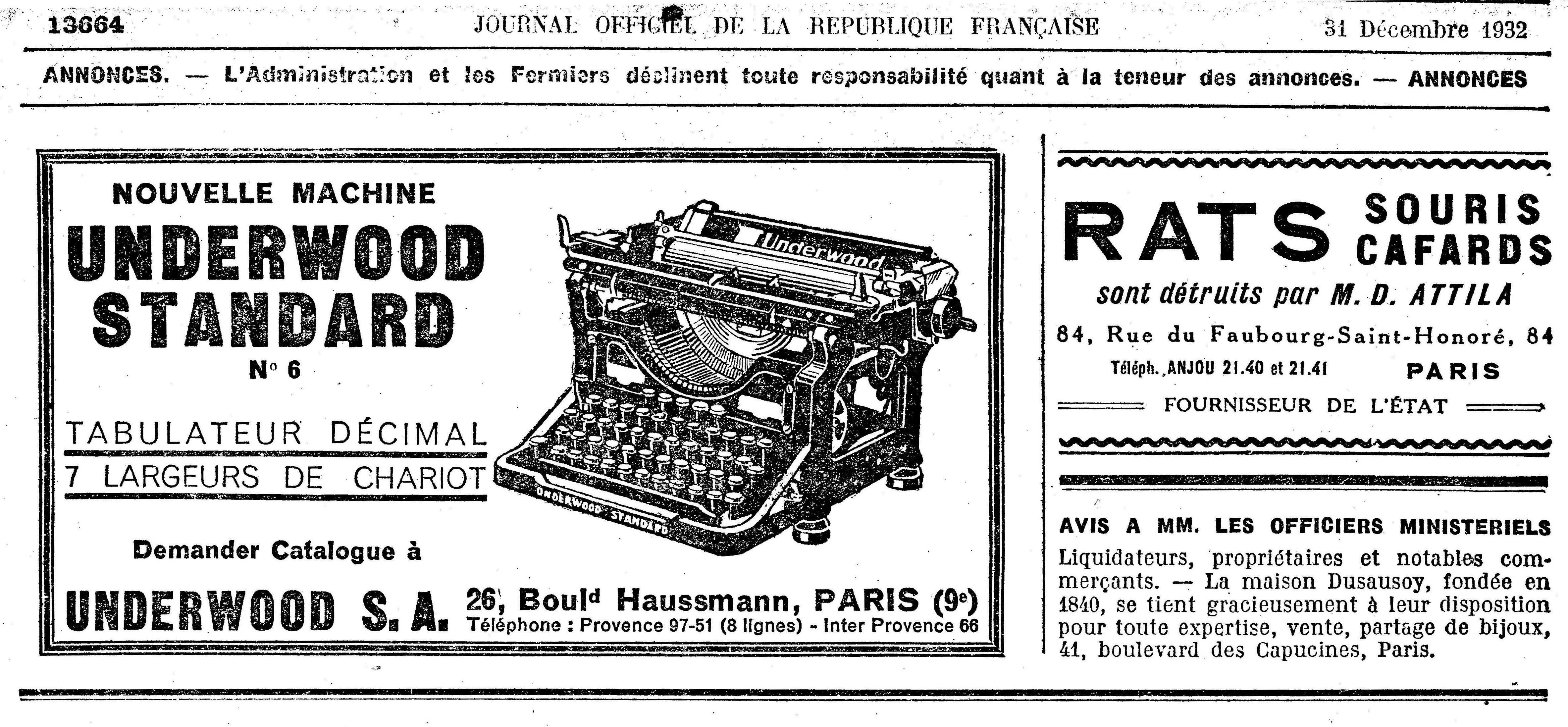
Modelo n° 6 em anúncio de um jornal francês da década de 1930

Com o lançamento da Underwood n° 5, em 1900, a empresa conheceu o seu primeiro sucesso de vendas e este modelo tornou-se a "primeira máquina de escrever verdadeiramente moderna", de acordo com a cliente e especialistas. Com a n° 5, a Underwood Co. vendeu, até 1920, mais de dois milhões de unidades e até 1939, a empresa vendeu mais de 5 milhões de máquinas, somando todos os seus modelos.
Em dezembro de 1927 ocorreu a fusão entre a Underwood Co. e a Elliott-Fisher Company, criando a empresa Underwood Elliott-Fisher Company.
Durante a Segunda Guerra Mundial, a Underwood Co. produziu a carabina M1, como esforço de guerra.
Em 1959, a Olivetti comprou uma participação majoritária na Underwood Co. e em 1963 ocorreu a fusão com a Ing. C. Olivetti & Co., incorporando os modelos da Underwood nas unidades de fabricação da Olivetti. O nome Underwood permaneceu em alguns modelos fabricados pela Olivetti, até o início da década de 1980.

## Prémios
- Medalha Elliott Cresson 1909[4]